# トリック・バッグ
トリック・バッグ (Trick Bag)は、ニューオーリンズ出身のR&Bギタリスト、シンガーのアール・キングが作詞作曲し、レコーディングした楽曲。

## 概要
1950年代にエイス・レコード契約下でレコーディングをしていたキングは、1960年にプロデューサーのデイヴ・バーソロミューとの仕事をするため、インペリアル・レコードに移籍。「カム・オン」(1960年）を皮切りに、1962年までの間に同レーベルで、傘下のポスト・レコードからのリリースも含め、8枚のシングルをリリースした。その5枚目として1961年1月にシングル・リリースされたのがこの「トリック・バッグ」である。B面には「Always A First Time」が収録された。ともにキングのペンによるものである。「Always A First Time」はビルボードのR&Bチャートの17位を記録するヒットとなっているものの、「トリック・バッグ」はチャート入りはしていない。
「トリック・バッグ」は浮気性のガールフレンドのことをテーマにした曲で、「お前は俺を罠にはめやがった」とコミカルに歌う。
今日においても最もカバーされているR&Bの楽曲の一つである。キングは、祖母から幼少期に亡くなったブルース・ピアニストだった自身の父親の話を聞き、それを元に書いている。1983年のオフビートによるとキングは次のように語っている：
私の祖母が父の気性の荒さについて逸話を教えてくれたんです。毎晩、私の父は彼のガールフレンドの家に行って夕食を取っていました。ある晩、彼女は塀越しに皿に盛った食事を彼に手渡したんです。彼は不思議に思い、彼女の家に戻ってドアを蹴って中に入ると、そこには他の男がいたというんですよ。
この逸話が以下の歌詞の元となっている：
お前がウィリーとキスをしているのを塀越しにみてしまったよ
俺がセンスがないとウィリーに言ってただろう
お前の態度にはがっかりさせられたよ
お前は俺を罠にはめやがった

## 参加ミュージシャン
- アール・キング Earl King - ボーカル、ギター
- デイヴ・バーソロミュー Dave Bartholomew - トランペット
- ワーデル・カゼア Wardell Quezergue - トランペット
- ウォルドン・"フロッグ"・ジョセフ - トロンボーン
- モリス・ベシャミン Morris Bechamin - テナー・サクソフォーン
- カール・ブルイン Carl Bluin - バリトン・サクソフォーン
- ジェイムズ・ブッカー James Booker - ピアノ
- ジョージ・フレンチ George French - ベース
- ロバート・フレンチ Robert French - ドラムス

## 主なカバー・バージョン
1976年のミーターズのバージョンには、キング本人がボーカルでゲスト参加している。
| 年     | アーティスト名               | 収録アルバム                  |
| ------ | ---------------------------- | ----------------------------- |
| 1976年 | ミーターズ                   | 『Trick Bag』                 |
| 1978年 | ルーサー・ケント             | 『World Class』               |
| 1979年 | ロニー・バロン               | 『Blue Delicacies』           |
| 1984年 | ジョニー・ウィンター         | 『Guitar Slinger』            |
| 1985年 | ロバート・パーマー           | 『Riptide』                   |
| 2013年 | ロベン・フォード             | 『Bringing It Back Home』     |
| 2014年 | ケニー・ウェイン・シェパード | 『Goin’ Home』                |
| 2025年 | バディ・ガイ                 | 『Ain't Done With The Blues』 |